# Corinne Maîtrejean
Corinne Maîtrejean (Tassin-la-Demi-Lune, 8 de noviembre de 1979) es una deportista francesa que compitió en esgrima, especialista en la modalidad de florete.
Ganó tres medallas en el Campeonato Mundial de Esgrima entre los años 2005 y 2014, y cinco medallas en el Campeonato Europeo de Esgrima entre los años 2008 y 2014.
Participó en dos Juegos Olímpicos de Verano, ocupando el cuarto lugar en Londres 2012, en el torneo por equipos, y el 11.º en Pekín 2008, en la prueba individual.

## Palmarés internacional
| Campeonato Mundial | Campeonato Mundial    | Campeonato Mundial | Campeonato Mundial  |
| Año                | Lugar                 | Medalla            | Prueba              |
| ------------------ | --------------------- | ------------------ | ------------------- |
| 2005               | Leipzig (Alemania)    | Medalla de bronce  | Florete por equipos |
| 2013               | Budapest (Hungría)    | Medalla de plata   | Florete por equipos |
| 2014               | Kazán (Rusia)         | Medalla de bronce  | Florete por equipos |
| Campeonato Europeo |                       |                    |                     |
| Año                | Lugar                 | Medalla            | Prueba              |
| 2008               | Kiev (Ucrania)        | Medalla de bronce  | Florete por equipos |
| 2009               | Plovdiv (Bulgaria)    | Medalla de bronce  | Florete por equipos |
| 2012               | Legnano (Italia)      | Medalla de plata   | Florete por equipos |
| 2013               | Zagreb (Croacia)      | Medalla de plata   | Florete por equipos |
| 2014               | Estrasburgo (Francia) | Medalla de bronce  | Florete por equipos |